# 이원영 (1910년)
이원영(李元榮, 1910년 1월 24일~1985년 8월 12일)은 대한민국의 기업인, 정치인이다. 일제강점기 시대 본적은 서울특별시 서대문구 홍은동이며 경기도 광주군 출신이다.

## 생애
1936년 3월 25일 경성제국대학 법문학부 영문과를 졸업했으며 같은 해 4월 경성일보 편집국에 입사했다. 1938년 2월부터 1941년까지 매일신보 도쿄 특파원으로 활동했고 매일신보 정치부장(1941년 11월)과 정경부장(1942년 4월 ~ 1944년 8월), 논설위원(1943년)을 역임했다. 1943년 1월부터 1944년 6월까지 국민총력조선연맹 참사 겸 사무국 경제위원회 위원을 역임했으며 조선항공공업주식회사 총무과장 겸 조선항공사업사 지배인(1944년 8월), 조선언론보국회 평의원(1945년 6월)을 역임했다.
1942년 6월 18일 《매일신보》에 실린 기사 〈새 자부(慈父, 인자한 아버지)를 맞이하는 2천 4백만의 행복 - 작일(昨日, 어제), 고이소(小磯, 소기) 총독 부산에 상륙〉에서 고이소 구니아키 조선총독의 취임을 "젊은 조선에 다시 따사한 기운을 불어 줄 새 주인"이라고 찬양했고 같은 해 8월 잡지 《동양지광》에 기고한 글 〈고이소(小磯, 소기) 신(新)총독론〉에서도 "고이소 구니아키 총독의 진보적인 통찰력과 확고, 불굴의 신념에 운명을 맡긴 조선은 행복하다."고 찬양했다.
1944년 4월 잡지 《동양지광》에 기고한 글 〈전국(戰局)의 긴박과 청년에게 요망〉에서 "일본이 대동아 전쟁(태평양 전쟁)에서 진다면 동아는 멸망이 있을 뿐이고 노예화가 기다리고 있을 뿐이다. 반도(조선) 청년들은 전체 동아 민족의 생존을 위해 분기해야만 할 때이며 현재에는 자기를 멸망시키고 장래에는 조선을 멸망시키는 죄를 짓지 않기 위해서는 국가를 지키고 동아(東亞)를 구한다는 정의감에 불타올라 지금 즉시 떨쳐 일어나야만 한다."며 일본의 침략 전쟁에 자발적으로 참여할 것을 주장했다. 이러한 경력으로 인해 민족문제연구소의 친일인명사전 수록자 명단의 언론/출판 부문, 친일반민족행위진상규명위원회가 발표한 친일반민족행위 705인 명단에 포함되었다.
광복 이후에 조선목재주식회사 전무이사(1947년 8월), 적산가옥거주자협회(敵產家屋居住者協會) 총무부장(1949년 4월)과 한국원양어업주식회사 대표이사(1958년 7월), 남한제사주식회사 대표이사(1958년 8월), 대한천사회 이사장(1966년 3월), 사단법인 대한잠사회 이사장(1973년) 등을 역임했으며 1967년 민주공화당 소속 제7대 비례대표 국회의원으로 당선되었다. 1985년 8월 12일 서울특별시 강남구 대치동 한보 미도아파트 110동 808호 자택에서 향년 75세를 일기로 사망했다.

## 역대 선거 결과
| 실시년도 | 선거  | 대수 | 직책     | 선거구 | 정당       | 득표수      | 득표율         | 순위        | 당락 | 비고 |
| -------- | ----- | ---- | -------- | ------ | ---------- | ----------- | -------------- | ----------- | ---- | ---- |
| 1967년   | 총선  | 7대  | 국회의원 | 전국구 | 민주공화당 | 5,494,922표 | \| \| 50.6% \| | 전국구 26번 |      | 초선 |
|          | 50.6% |      |          |        |            |             |                |             |      |      |

## 참고 자료
- 친일반민족행위진상규명위원회 (2009). 〈이원영〉. 《친일반민족행위진상규명 보고서 Ⅳ-13》. 서울. 678~702쪽.